# Jammu (distrikt)
Jammu är ett distrikt i Indien.   Det ligger i unionsterritoriet Jammu och Kashmir, i den norra delen av landet, 500 km nordväst om huvudstaden New Delhi. Antalet invånare är 1 529 958. Arean är 3 097 kvadratkilometer. Jammu gränsar till Reasi district.
Terrängen i Jammu är varierad.
Följande samhällen finns i Jammu:
- Jammu
- Nawānshahr
- Akhnūr
- Bishnāh
- Arnīa
- Khaur
- Jauriān